# Bracon cingillus
Bracon cingillus är en stekelart som beskrevs av Vladimir Ivanovich Tobias 2000. Bracon cingillus ingår i släktet Bracon och familjen bracksteklar. Inga underarter finns listade.